# 启新街道
启新街道，是中华人民共和国吉林省吉林市桦甸市下辖的一个乡镇级行政单位。

## 行政区划
启新街道下辖以下地区：
南环社区和向阳社区。